# Мужская сборная Нигерии по кёрлингу
Мужская сборная Нигерии по кёрлингу — представляет Нигерию на международных соревнованиях по кёрлингу. Управляющей организацией выступает Федерация кёрлинга Нигерии (англ. Nigeria Curling Federation, Curling Nigeria).

## Результаты выступлений

### Панконтинентальные чемпионаты
| Год  | Место          | И              | В              | П              | Состав (четвёртый/скип, третий, второй, первый, запасной, тренер)                           |
| ---- | -------------- | -------------- | -------------- | -------------- | ------------------------------------------------------------------------------------------- |
| 2022 | 16             | 7              | 0              | 7              | Tijani Cole, Harold Woods III (скип), Robert Brianne, Ben Harris-Eze                        |
| 2023 | не участвовали | не участвовали | не участвовали | не участвовали | не участвовали                                                                              |
| 2024 | 18             | 10             | 2              | 8              | Harold Woods III (скип), T. J. Cole, Chad Johnson, Robert Brianne, запасной: Ben Harris-Eze |

(источник:)

### Тихоокеанско-Азиатские чемпионаты
| Год       | Место          | И              | В              | П              | Состав (четвёртый/скип, третий, второй, первый, запасной, тренер) |
| --------- | -------------- | -------------- | -------------- | -------------- | ----------------------------------------------------------------- |
| 1991—2018 | не участвовали | не участвовали | не участвовали | не участвовали | не участвовали                                                    |
| 2019      | 10             | 9              | 0              | 9              | Harold Woods III (скип), Tijani Cole, —, Fabian Contreras         |

(источник:)